# 墨田水族館
墨田水族館（日語：すみだ水族館）是一間位於日本東京都墨田區的都市型水族館，於2012年5月22日開業。館址位於東京晴空塔東塔的五樓和六樓。
水族馆展出约400种生物，主打为企鹅、水母、金鱼、花园鳗等。
墨田水族馆的自我定位为“都市型”，意即位于市内，既面向亲子游客，也面向刚下班的白领人士。水族馆靠焚香保持香氛，并有昼夜不同的照明，营造不同氛围。
因远离海岸，墨田水族馆选择制造人造海水作为其馆内全部非淡水的水源，完全未使用真正海水，而非同传统水族馆一样直接搬运海水，借此省却了每吨5000日元的运费成本，亦避免了运输时货车排放的二氧化碳。此外，馆内有完善的水净化循环利用设施，使得比起传统水族馆每日约总水量5%到10%的必要新水量，墨田水族馆仅需总量1%的新水。墨田水族馆水槽的全部水量当量约有700吨，每日用时30分钟制造7吨人造海水。

## 画廊

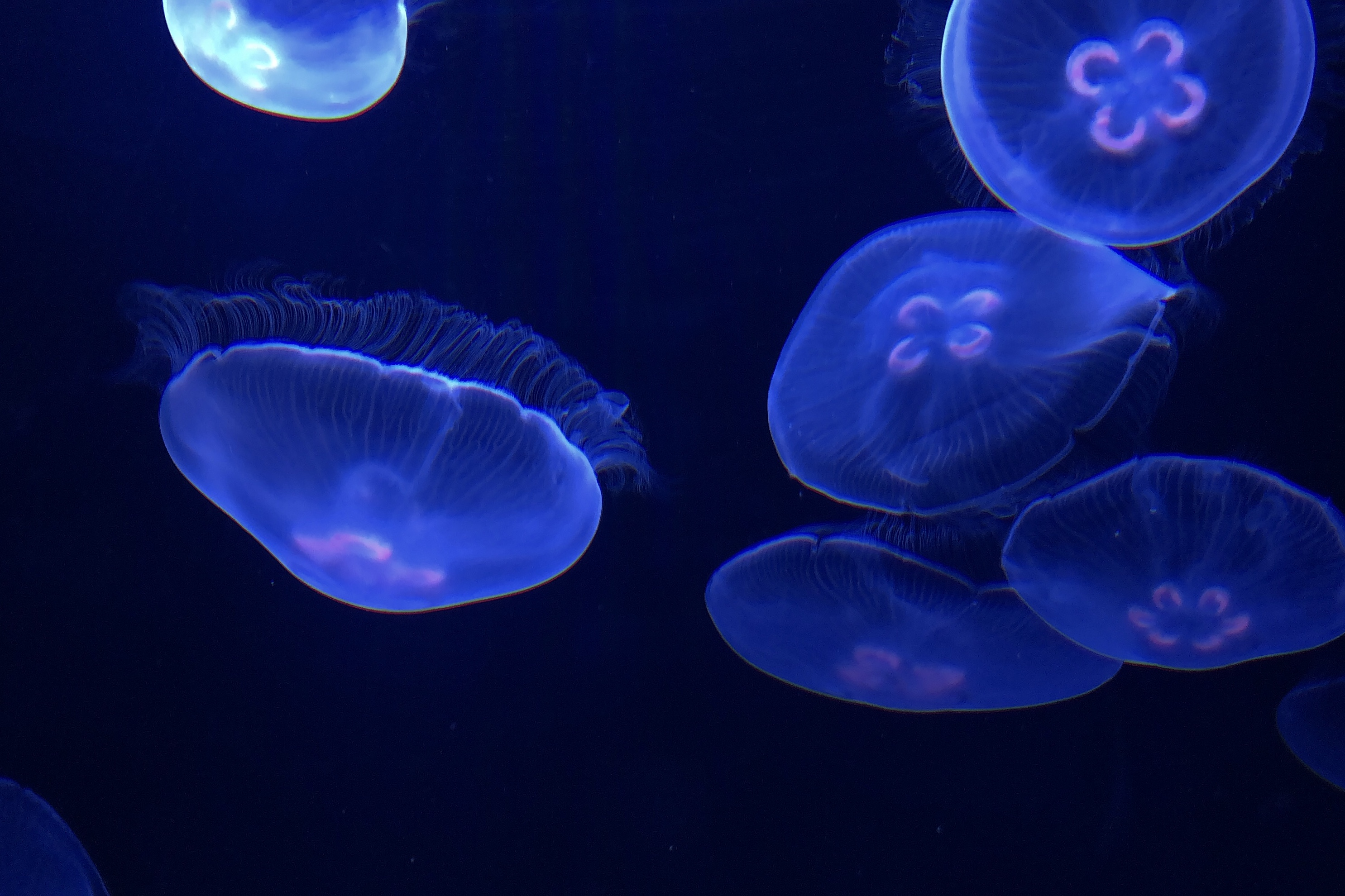
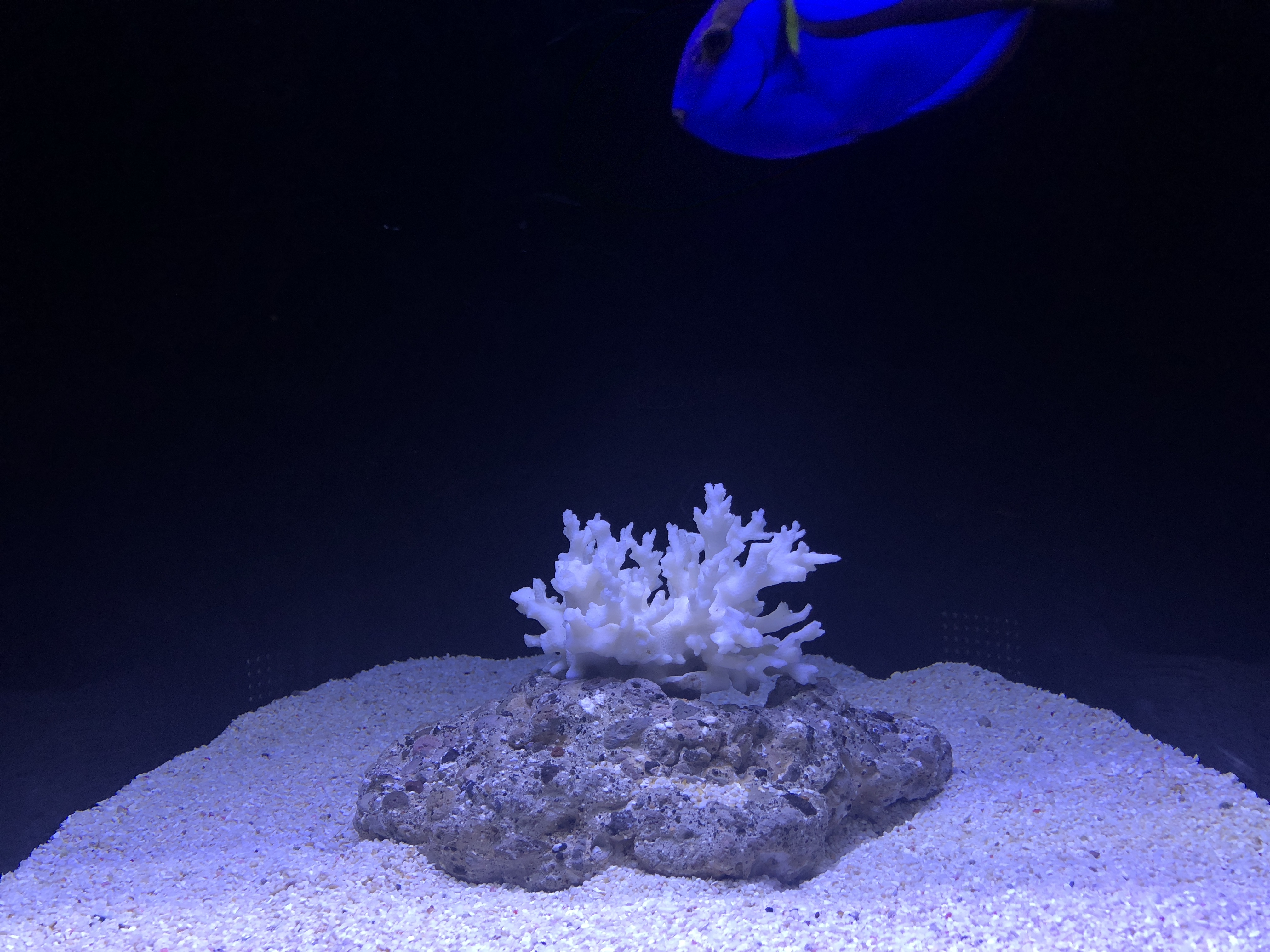
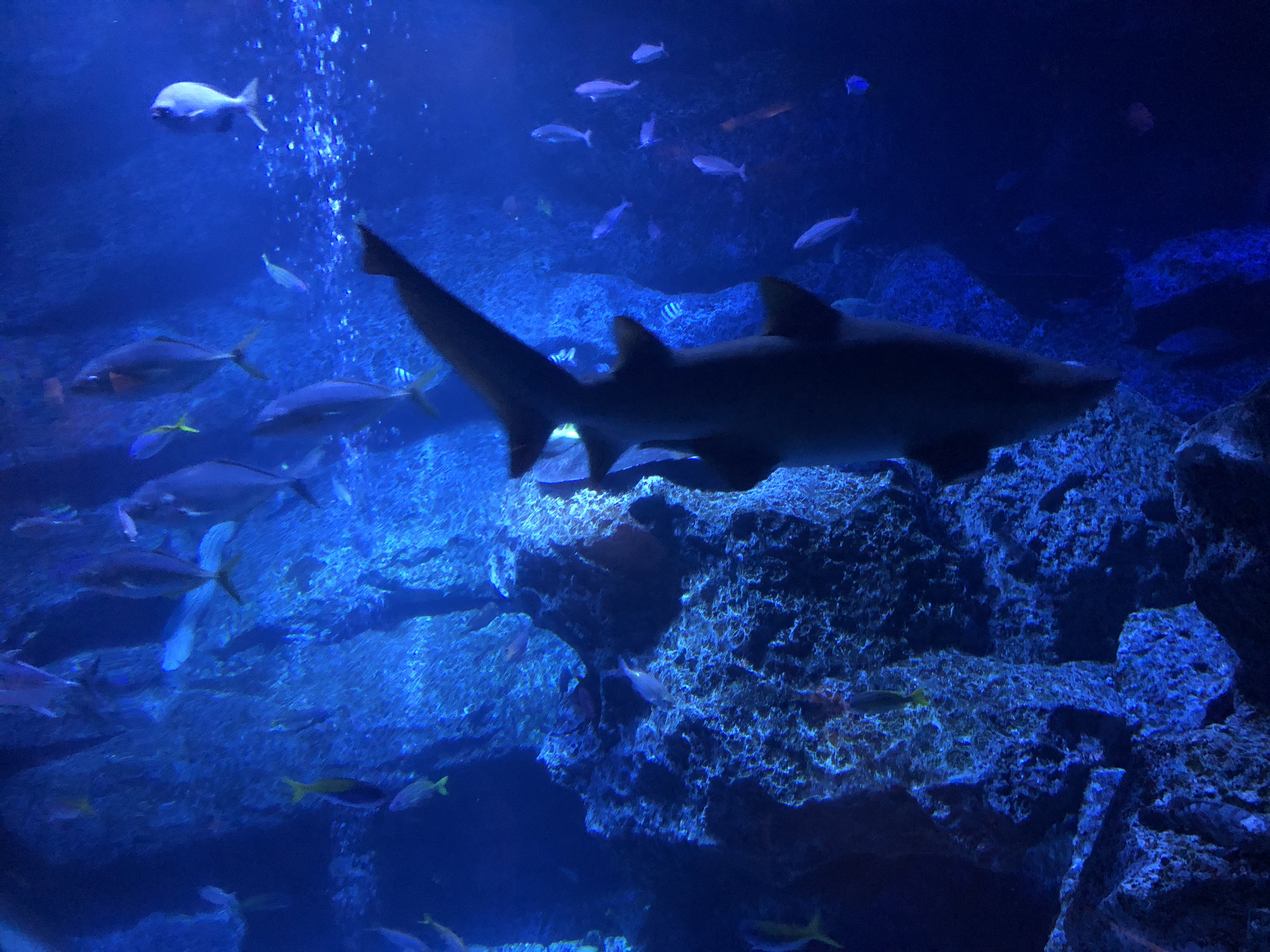
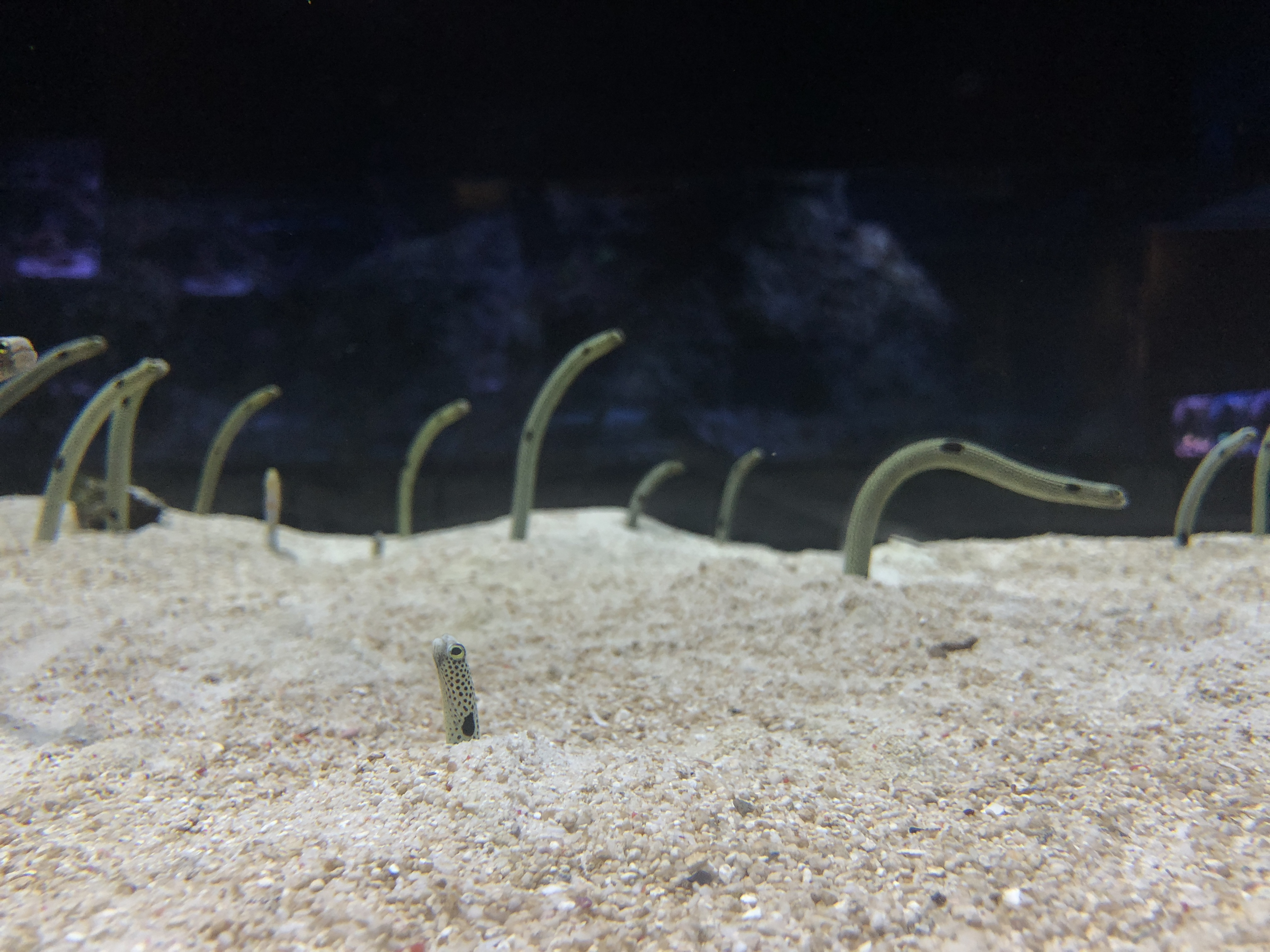
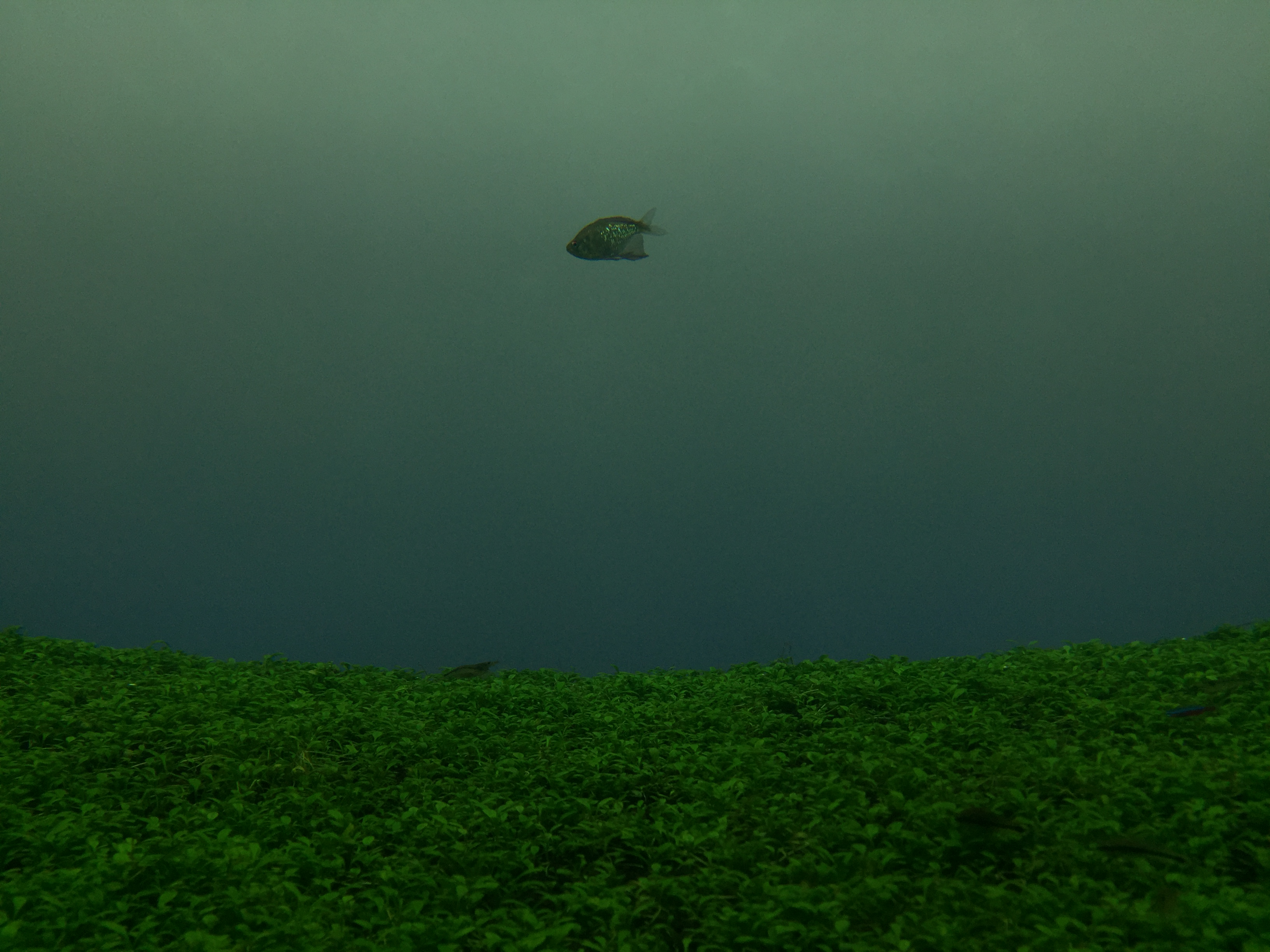

## 外部連結
- 墨田水族館 （页面存档备份，存于）